# الشرمان (يهر)

تعديل مصدري - تعديل

الشرمان هي إحدى قرى عزلة يهر بمديرية يهر التابعة لمحافظة لحج، بلغ تعداد سكانها 242 نسمة حسب تعداد اليمن لعام 2004.